# Arthez-d'Asson
Arthez-d'Asson é uma comuna francesa na região administrativa da Nova Aquitânia, no departamento dos Pirenéus Atlânticos. Estende-se por uma área de 7,28 km². Em 2010 a comuna tinha 490 habitantes (densidade: 67,3 hab./km²).